# 水無瀬氏成
水無瀬 氏成（みなせ うじなり）は、戦国時代から江戸時代の公卿。正二位・権中納言。

## 生涯
元亀2年（1571年）10月27日、水無瀬兼成の嫡子として誕生する。
だが、兼成が高倉永家の四男・親具をすでに養子としていたため、その跡目をめぐって争いが起きた。結局、親具は水無瀬家を去り、別家となる堀河家を立ち上げた。
慶長12年（1607年）正月6日、従三位に叙される。
寛永19年（1642年）10月22日、出家し、是空と号す。
寛永21（1644年）9月17日、死去。享年74（満72歳没）

## 人物
歌人として、『詠富士和歌』『水無瀬富士百首』などを詠んだ。また、著書『和歌当務抄』『隠岐記』を残している。